# Axiom der abhängigen Auswahl
Das Axiom der abhängigen Auswahl (von englisch axiom of dependent choice oder principle of dependent choice kurz DC) ist ein Axiom der Mengenlehre. Es ist eine schwache Version des Auswahlaxioms, die aber zum Beispiel in der Analysis ausreicht, um die Äquivalenz von Stetigkeit und Folgenstetigkeit zu zeigen. Aus dem Axiom folgt das abzählbare Auswahlaxiom, es ist aber schwächer als das volle Auswahlaxiom. In der deskriptiven Mengenlehre wird es manchmal als Ersatz für das Auswahlaxiom gebraucht. Es wird auch Prinzip der abhängigen Wahlen genannt.
Das Axiom wurde 1942 von Paul Bernays formuliert.

## Formale Beschreibung
Sei {\displaystyle X} eine nichtleere Menge und {\displaystyle R\subseteq X^{2}} eine definale Relation. Dann gibt es eine Folge {\displaystyle \left(x_{n}\right)_{n\in \mathbb {N} }} in {\displaystyle X} dergestalt, dass {\displaystyle \forall n\in \mathbb {N} \colon R\left(x_{n},x_{n+1}\right)} gilt.
Auch ohne abhängige Auswahl kann ein beliebig langes endliches Anfangsstück einer solchen Folge gebildet werden; die abhängige Auswahl liefert also die Aussage, dass eine unendliche Folge auf diese Weise gebildet werden kann.
Die abhängige Auswahl nur für die reellen Zahlen, also nur für {\displaystyle X=\mathbb {R} }, wird mit DCR bezeichnet.

## Verwendung
Das Axiom der abhängigen Auswahl ist ein hinreichendes Fragment des Auswahlaxioms, um eine Folge mittels abzählbarer transfiniter Rekursion zu konstruieren. Falls es notwendig ist, bei unendlich vielen Schritten eine Auswahl zu treffen, geht das ohne das Axiom eventuell nicht.

## Äquivalente Aussagen
In der Theorie ZF ist das Axiom der abhängigen Auswahl äquivalent zum Satz von Baire in vollständigen metrischen Räumen. Außerdem dazu, dass jeder nichtleere Baum ohne Blätter einen Zweig besitzt.

## Beziehung zu anderen Axiomen
Abhängige Auswahl genügt nicht, um die Existenz einer Teilmenge der reellen Zahlen nachzuweisen, die nicht messbar ist oder nicht die Baire-Eigenschaft hat. Dies ist jedoch mit dem Auswahlaxiom in seiner vollen Stärke möglich.
Das Axiom der abhängigen Auswahl impliziert das abzählbare Auswahlaxiom, die Umkehrung gilt nicht.
Wie das Auswahlaxiom ist auch das Axiom der abhängigen Auswahl unabhängig von ZF.